# Туризм и отдых
«Туризм и отдых» — единственный еженедельный туристический журнал в России. Издавался с 1995 до конца 2012 год в издательстве «Деловой мир» (одна из крупнейших российских медиакомпаний, специализирующаяся на рекламно-информационных изданиях). По данным TNS Gallup Media аудитория одного номера журнала «Туризм и отдых» в разные года составляла от 299 000 до 379 700 человек, а общее количество читателей первых 500 выпусков журнала — 194 750 000 человек. С 1 января 2013 года выпуск журнала прекращен. 

## Содержание журнала
Журнал «Туризм и отдых» состоял из статейного и рекламного блоков, соотношение количества статейных полос и рекламы в разные года менялось, как и объём издания. В каждом номере журнала присутствовали постоянные рубрики «От редакции» (колонка главного редактора), «Новости», «Семь» (подборка объектов или событий, объединённых общей темой), «Панорама» (разворотная фотография с описанием деталей), «Порядки и нравы», «Место действия», а также обзорные статьи, посвящённые странам, регионам или городам. Одной из последних рубрик журнала стала рубрика «Детали», в которой публиковались необычные фотографии, сделанные во время путешествий читателями журнала.
Каждый номер журнала посвящался определенной теме. Например, периодически готовились номера о курортном, активном, оздоровительном отдыхе, о кулинарных традициях и праздниках разных стран. Некоторые выпуски журнала посвящались определённой стране или региону. Раз в квартал выходили специализированные номера журнала, посвящённые авиаперелётам и отелям.

## Распространение
Журнал распространялся в Москве и Московской области (98 % и 2 % тиража соответственно). Основная часть тиража распространялась бесплатно со стоек, установленных в офисах туристических агентств, салонах красоты, популярных ресторанах, торговых, развлекательных и бизнес-центрах. Небольшая часть тиража отправлялась на реализацию в киоски сети «Центр прессы» и другие торговые точки, специализирующиеся на периодических изданиях. Также с PDF-версией журнала можно было бесплатно ознакомиться на сайте издательства «Деловой мир» и на других порталах.

## Интересные факты
Можно считать, что журнал «Туризм и отдых» досрочно признал независимость автономного региона Каталония от Испании. Если в статьях или пунктах постоянных рубрик шла речь о городах и достопримечательностях автономии, в колонтитулах и подзаголовках Каталония указывалась как «Страна».

## Электронная версия
Статьи из журнала «Туризм и Отдых» публиковались на сайте Travel.dmir.ru  компании Деловой Мир Онлайн. В 2013 году сайт был продан. Через несколько месяцев новые владельцы прекратили поддержку и развитие медиаактива. Команда сайта решила продолжать дело и перезапустила проект под брендом Топ Турагент на сайте toptouragent.com. 